# Aleksandar IV., papa
Aleksandar IV., rođen kao Rainaldo, conte di Segni, papa od 12. prosinca 1254. do 25. svibnja 1261. godine.